# Hostages (série télévisée israélienne)
Pour les articles homonymes, voir Hostages.
Ne doit pas être confondu avec Hostages (série télévisée américaine).
Hostages (בני ערובה, Bnei Aruba) est une série télévisée israélienne créée par Omri Givon et Rotem Shamir, et diffusée à partir du 13 octobre 2013 sur Channel 10. Une version américaine a été tournée et diffusée avant même la diffusion de l'originale.

## Diffusion
En France et en Suisse, la série est diffusée depuis le 17 mars 2014 sur Canal+.
Au Québec, elle est disponible depuis le 20 août 2014 sur ICI TOU.TV. 
En Suisse, la première saison de la série est diffusée à partir de janvier 2016 sur Rouge TV et les saisons 1 et 2 sont gratuitement disponibles sur Play RTS du 1er février 2022 au 31 janvier 2023. 
Elle reste inédite dans les autres pays francophones.

## Synopsis
Une chirurgienne renommée, Yael Danon, est choisie pour une opération bénigne du Premier ministre israélien. La veille de l'intervention, sa famille est prise en otage dans sa propre maison par un groupe de personnes encagoulées. Les kidnappeurs exigent d'elle que le Premier ministre meure durant l'opération en échange de la vie de sa famille.

## Distribution
- Ayelet Zurer (VFB : Myriem Akheddiou) : Dr Yael Danon
- Jonah Lotan (en) (VFB : Mathieu Moreau) : Adam Rubin
- Micha Celektar (VFB : Simon Duprez) : Eyal Danon
- Dar Zuzovsky (VFB : Helena Coppejeans) : Noa Danon
- Yoav Rotman (VFB : Pierre Le Bec) : Asaf Danon
- Mickey Leon (VFB : Philippe Résimont) : Alex
- Tomer Kapon (VFB : Damien Locqueneux) : Guy
- Hilla Vidor (VFB : Valérie Lemaitre) : Ella
- Nevo Kimchi (VFB : Erwin Grünspan) : Giyora Avni
- Ido Bartal : Yonatan
- Shmil Ben Ari (en) (VFB : Robert Guilmard) : Shmuel Netzer, le Premier Ministre
- Alona Tal : Zohar (saison 2)
- Itay Tiran (en) : Ben (saison 2)
- Kim Bodnia : Arthur (saison 2)
- Irit Kaplan : Smadar (5 épisodes, 2016)

## Fiche technique
- Titre original : בני ערובה, Bnei Aruva
- Titre international : Hostages
- Création : Omri Givon, Rotem Shamir
- Réalisation :
- Scénario :
- Directeur artistique :
- Chef décorateur :
- Costumes :
- Photographie :
- Musique : Alon Cohen
- Casting :
- Producteur : Chayim Sharir
  - Producteur exécutif :
- Sociétés de production :
- Sociétés de distribution : Channel 10
- Pays d'origine :  Israël
- Lieu de tournage :  Jérusalem,  Israël
- Langue originale : hébreu
- Format :
- Genre : Drame, Thriller
- Durée : 42 minutes

## Épisodes

### Première saison (2013)
- Épisode 1 / Brillante chirurgienne israélienne, Yael doit opérer le Premier ministre, Shmuel Raskin, d'une simple ablation de la vésicule biliaire. Mais, à la veille de l'opération, quatre hommes cagoulés font irruption dans la chez elle et posent à Yael un ultimatum : soit elle tue le Premier ministre en suivant à la lettre les instructions du commando, soit toute sa famille sera exécutée. Yael, cherche un moyen de sauver sa famille et son patient...
- Épisode 2 / Yael tente d'inverser le rapport de forces avec ses ravisseurs, sans succès. Ceux-ci lui remettent une fiole de poison indétectable. Déchirée entre son devoir de médecin et ses sentiments pour sa famille, Yael part pour l'hôpital, surveillée à distance par les caméras installées par le gang...
- Épisode 3 / Eyal doit de l'argent à Lerner, qui envoie un de ses sbires pour exiger le remboursement de la dette. À l'hôpital, le professeur Bentzur découvre des cachets dans la blouse de Yael.
- Épisode 4 / Apprenant que la police fouille le port, Adam met le feu au container qu'il occupait et récupère un paquet. Yael élabore un plan pour faire fuir ses enfants.
- Épisode 5 / Un voisin des Danon a entendu des coups de feu. Il appelle la police, qui se rend sur place pour vérifier ce qui se passe. Yonatan, le petit ami de Noa, est interrogé par Alex. De son côté, Eyal a été blessé au thorax et Yael tente de lui sauver la vie...
- Épisode 6 / Malgré les antibiotiques, la blessure d'Eyal s'infecte de plus en plus et Yael supplie Adam de l'autoriser à se rendre à l'hôpital. Quant à Assaf, Ella lui demande de pirater le disque dur caché par Adam pour accéder à son contenu. Adam reçoit un téléphone lui ordonnant de se rendre sur-le-champ au QG de la police.
- Épisode 7 / Prétextant une crevaison, Yael a réussi à dénicher l'adresse d'Adam et à s'introduire chez lui. Noa parvient à donner un ouvre-boîte à son petit-ami.
- Épisode 8 / Yonatan, Assaf et Noa ont réussi à s'enfuir. Noa se blesse dans la course, tandis que son frère s'enfuit. Furieux de cette évasion, Alex et Guy les pourchassent. En traversant laroute, Yonathan est percuté par une voiture. Soudain seule, Noa appelle le numéro qui figure sur la carte que lui a glissée sa mère. Maintenant que ses enfants sont partis, Yael refuse catégoriquement d'obéir aux ordres.
- Épisode 9 / Alex et Ella se disputent. De son côté, Yael poursuit ses investigations.
- Épisode 10 / Au domicile des Danon, Alex a pris le commandement et a menotté ses anciens complices Adam et Guy. Yael, est au chevet de la femme d'Adam.

### Deuxième saison (2016)
Composée de douze épisodes, elle a été diffusée du 9 février 2016 au 20 avril 2016.
Le pays prépare les funérailles de Shmuel Netzer dont tout le monde croit qu'il a succombé à une attaque pendant l'opération. Le Premier ministre est en réalité prisonnier d'Adam, déterminé à poursuivre son plan pour sauver sa femme. L'état de santé de Neta, inquiète de plus en plus.